# Paweł Kochański
Paweł Kochański   (Odessa, 14 de setembre de 1887 - Nova York, 12 de gener de 1934) va ser un violinista i director d'orquestra polonès d'origen jueu.

## Biografia
Provenia d'una família jueva pobre. Els seus pares eren Josue Kahan i Chana Smoljenicka. Juntament amb el seu germà Eli (més tard violoncel·lista, concertista de la Filharmònica de Varsòvia i professor del Conservatori de Varsòvia), a partir de 1894 va estudiar amb Emil Młynarski a Odessa i Varsòvia. De 1901 a 1903 va ser concertista de la recentment creada Orquestra Filharmònica de Varsòvia. A partir de 1903 va estudiar amb César Thomson al Conservatori de Brussel·les, del qual es va graduar amb la màxima distinció. Després va fer una gira de concerts per Europa. El 1907 va tornar a Varsòvia i va ocupar el càrrec de professor de violí al Conservatori. També va fer altres viatges de concerts, incloent: a Berlín, Leipzig, Viena, Glasgow, Edimburg, Londres i Sant Petersburg.
De 1916 a 1918 va ser professor al Conservatori de Sant Petersburg. A la tardor de 1918 es va traslladar a Kíiv, on va donar gairebé 90 concerts. A finals de 1919 va tornar al país; va fer concerts a Varsòvia, Cracòvia i Lviv. Va marxar de Polònia el maig de 1920. Després d'una breu estada a París, Londres i Brussel·les, el gener de 1921 va anar a actuar als Estats Units, on es va establir definitivament el 1924. Es va convertir en professor a la Juilliard School of Music de Nova York.
"La bellesa del so de Kochański era realment única".
Va descriure Borys Rowicki, que va ser alumne de Kochański durant un temps.
"Extraordinària suavitat del timbre, calidesa profunda i tendresa encantadora, sobretot en el registre superior. Pel que fa a la força i la potència del so, Kochański era inferior a molts violinistes. Tanmateix, gràcies al seu domini magistral de la paleta dinàmica, l'ús hàbil de les gradacions de so, una varietat impressionant de matisos (una gran varietat de matisos al piano), va poder donar la impressió d'una gran potència sonora...[…] Els oients [després dels concerts de Kochański] sovint marxaven en silenci. Després d'estar immersos en la música que aquest increïble artista ens va obrir, no vam tenir ganes de parlar."
El repertori de Paweł Kochański incloïa gairebé tota la literatura per a violí, des de les peces antigues fins a les més noves. Va ser l'autor de transcripcions de peces per a violí, com ara: Karol Szymanowski, Georges Bizet, Manuel de Falla, Maurice Ravel, Fryderyk Chopin, Franz Schubert i Alexander Scriabin.
Les peces per a violí de Karol Szymanowski van ser creades amb la considerable ajuda de Kochański, que va introduir el compositor-pianista a les possibilitats de la tècnica del violí. Com a músic de cambra, va actuar, entre d'altres, amb Artur Rubinstein, Karol Szymanowski i Pau Casals.

## Condecoracions
- Creu d'Oficial de l'Ordre Restituta de Polònia (30 d'abril de 1927).[4][5]